# Chromolucuma rubriflora
Espèce
Statut de conservation UICN

 LC  : Préoccupation mineure
Classification phylogénétique
Chromolucuma rubriflora est une espèce de plantes à fleurs de la famille des Sapotaceae. C'est un arbre originaire du nord de l'Amazonie.

## Répartition
Forêts inondées de plaine du sud du Venezuela, et des états d'Amazonas et Pará au Brésil.